# Уортон, Фрэнклин
Фрэнклин Уортон (23 июля 1767 — 1 сентября 1818) — третий комендант корпуса морской пехоты США.
Родился во влиятельной пенсильванской семье. Сын торговца Джозефа Уортона. Оставил преуспевающий бизнес и стал лейтенантом морской пехоты на американском фрегате. Довольно быстро поднялся по званию и в августе 1798 года был произведён в капитаны. Возглавлял подразделение морской пехоты на корабле до окончания квазивойны со Францией в 1801 году.
6 марта 1804 года в возрасте 36 лет, отслужив всего 5 лет в морской пехоте стал подполковником морской пехоты. Первым из комендантов занял дом коменданта в казармах морской пехоты в Вашингтоне.
На посту коменданта подполковник Уортон в 1811 году отправил подразделение морской пехоты в штаты Джорджия и Флорида вместе с войсками армии США чтобы подавить восстание индейцев.
Под руководством Уортона морские пехотинцы участвовали в многих важных сражениях англо-американской войны 1812 года: при Аннаполисе, форте Мак Генри, Портсмуте, острове Крани, Блейденсбурге и Новом Орлеане, сражались под началом генерала Анри Дирбона на северной границе. Морские пехотинцы участвовали в практически всех значимых морских битвах, служил на военных и капёрских кораблях на Великих озёрах, Атлантике и Тихом океане.
Морские пехотинцы воевали под началом коммодора Оливера Хазарда Перри на острове Эри и под командованием коммодора Айзека Чанси на острове Онтарио. На борту USS Constitution, морские пехотинцы играли важную роль в сражениях с британскими кораблями HMS Guerriere, HMS Java, HMS Levant, и HMS Cyane. Морские пехотинцы служившие на борту фрегата USS United States были отмечены за эффективность в сражении с HMS Macedonian.
Подполковник-комендант Уортон умер, находясь в должности 1 сентября 1818 года в г. Нью-Йорк и был похоронен на кладбище церкви св. Троицы.